# SMS Zenta
O SMS Zenta foi um cruzador protegido operado pela Marinha Austro-Húngara e a primeira embarcação da Classe Zenta, seguido pelo SMS Aspern e SMS Szigetvár. Sua construção começou em agosto de 1896 no Arsenal Naval de Pola e foi lançado ao mar em agosto do ano seguinte, sendo comissionado na frota austro-húngara em maio de 1899. Era armado com uma bateria principal de oito canhões de 120 milímetros, possuía um deslocamento carregado de pouco mais de duas mil toneladas e meia e conseguia alcançar uma velocidade máxima de 21 nós (39 quilômetros por hora).
O Zenta foi enviado para o Sudeste Asiático logo depois de entrar em serviço e envolveu-se na supressão do Levante dos Boxers na China em 1900, enviando equipes de desembarque para proteger o Bairro Diplomático e lutar na Batalha dos Fortes de Taku. O navio voltou para casa em 1901 e realizou um cruzeiro pela África e América do Sul entre 1902 e 1903. Ele passou a servir em águas domésticas a partir de 1904, ocupando-se de exercícios. A embarcação participou de um bloqueio de Montenegro em 1913 na Primeira Guerra Balcânica junto com uma esquadra internacional.
O cruzador foi enviado para o extremo sul do Mar Adriático logo no começo da Primeira Guerra Mundial em julho de 1914. O Zenta estava navegando pelo litoral montenegrino em 16 de agosto para reforçar outro bloqueio quando ele e o contratorpedeiro SMS Ulan encontraram a principal frota de batalha francesa. Na resultante Batalha de Antivari, o navio foi afundado por couraçados franceses, com boa parte da sua tripulação morrendo pois os franceses não resgataram sobreviventes. Seus sobreviventes ficaram como prisioneiros de guerra em Montenegro até o início de 1916.

## Características

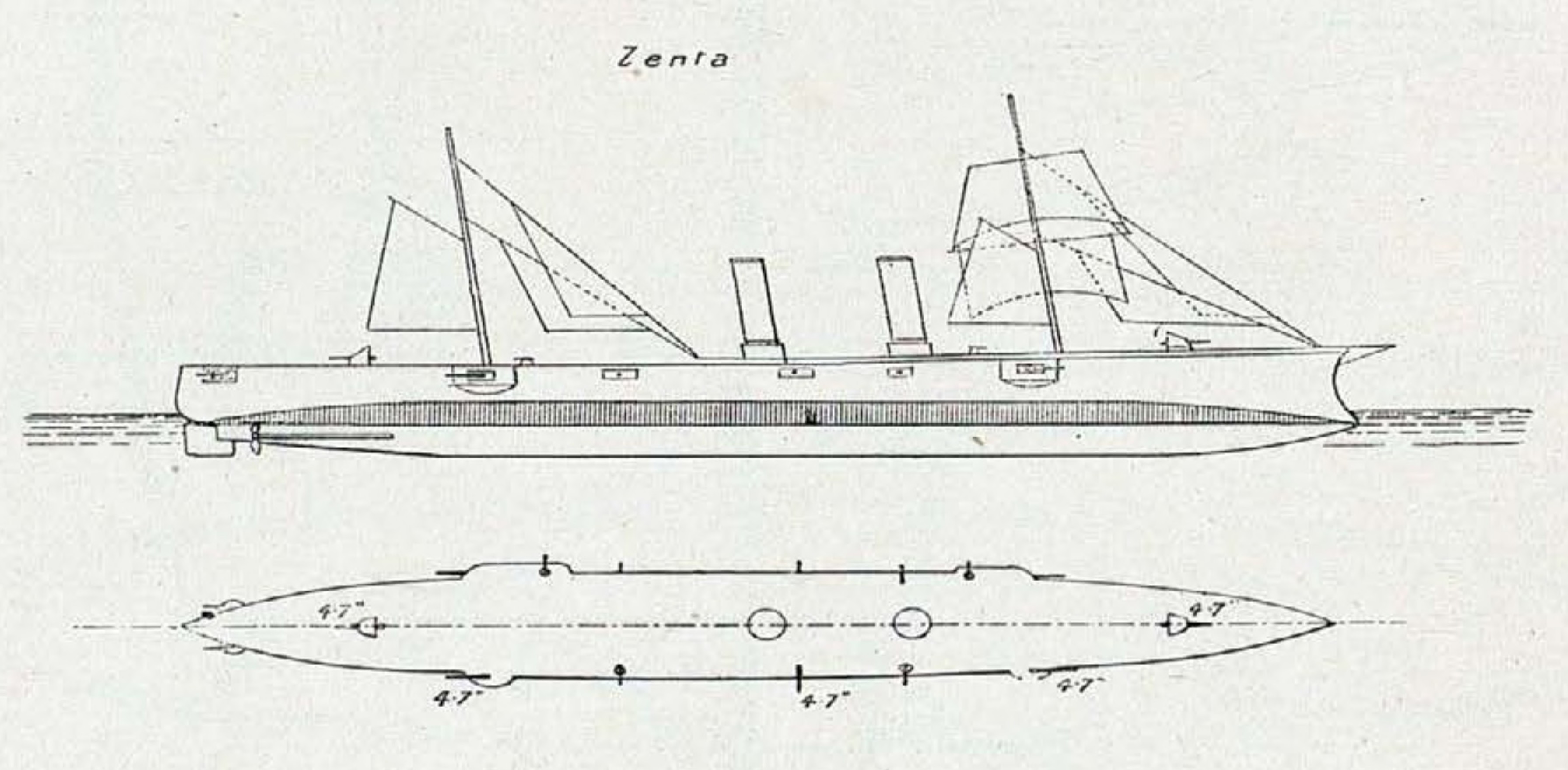
Desenho da Classe Zenta

O Zenta tinha 96 metros de comprimento da linha de flutuação e 96,88 metros de comprimento de fora a fora, boca de 11,73 metros e calado de 4,24 metros. Seu deslocamento normal era de 2 350 toneladas, enquanto o deslocamento carregado podia chegar a 2 543 toneladas. Sua tripulação era composta por 308 oficiais e marinheiros. O sistema de propulsão tinha dois motores de tripla-expansão, cada um girando uma hélice usando o vapor oriundo de oito caldeiras Yarrow a carvão. Seus motores tinham uma potência indicada de 7,2 mil cavalos-vapor (5,3 mil quilowatts) para uma velocidade máxima de 21 nós (39 quilômetros por hora), mas durante seus testes marítimos alcançou 21,87 nós (40,5 quilômetros por hora) a partir de 8 584 cavalos-vapor (6 310 quilowatts). O navio carregava carvão suficiente para uma autonomia de 3,8 mil milhas náuticas (5,9 mil quilômetros) a doze nós (22 quilômetros por hora). O cruzador foi equipado com um arranjo de velas bergantim em dois mastros para um total de 585,8 metros quadrados a fim de ampliar sua autonomia.
A bateria principal consistia de oito canhões Škoda de disparo rápido calibre 40 de 120 milímetros. Dois ficavam montados no convés superior na proa e popa e seis ficavam em casamatas no casco. A bateria secundária tinha oito canhões Škoda calibre 44 de 47 milímetros e dois canhões Hotchkiss calibre 33 de 47 milímetros para defesa contra barcos torpedeiros. Estas armas foram montadas individualmente, com quatro na superestrutura e o resto em casamatas no casco. Também era equipado com duas metralhadoras Salvator-Dormus M1893 de 8 milímetros. Por fim, tinha dois tubos de torpedo de 450 milímetros instalados no casco acima da linha d'água. Os três cruzadores protegidos da Classe Zenta foram os primeiros grandes navios de guerra da Marinha Austro-Húngara a serem equipados com armas produzidas em sua totalidade pela Škoda.
O convés blindado consistia em duas camadas de aço de 12,5 milímetros de espessura na proa e popa, dobrando de espessura a meia-nau com duas camadas de 25 milímetros onde protegiam as salas de máquinas. As casamatas dos canhões principais tinham laterais de 35 milímetros e a torre de comando recebeu duas camadas de 25 milímetros nas laterais. Os canhões de 120 milímetros de proa e popa tinham um escudo de 45 milímetros, mas que não era grande o bastante para proteger os artilheiros.

## História

### Primeiros anos

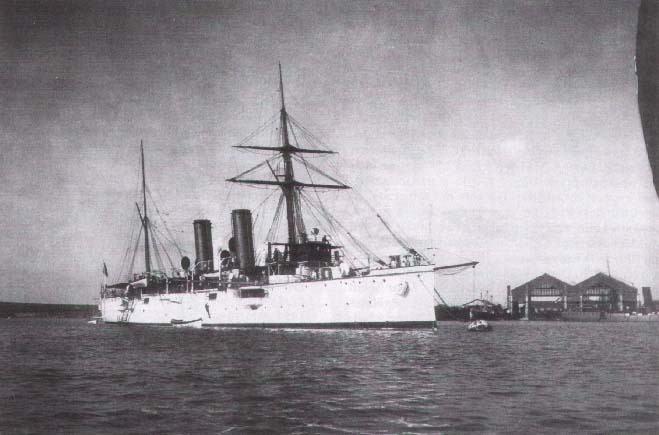
O Zenta c. 1899

O Zenta foi encomendado sob o nome provisório de Ersatz Greif e seu batimento de quilha ocorreu em 8 de agosto de 1896 no Arsenal Naval de Pola. Foi lançado ao mar em 18 de agosto de 1897, o aniversário do imperador Francisco José I, tendo sido batizado por sua cunhada, a arquiduquesa Maria Josefa. Os trabalhos de equipagem foram atrasados pela escassez de canhões de 120 milímetros, pois quatro das armas que tinham sido reservadas foram desviadas em 11 de julho para a Espanha, que estava na época lutando a Guerra de Independência Cubana. Mais canhões foram encomendados em 27 de abril de 1898 e entregues em 22 de abril do ano seguinte. O cruzador foi nomeado em homenagem a Batalha de Zenta e finalizado em 25 de maio, custando 4,2 milhões de coroas, sendo comissionado três dias depois e recebendo ordens para atuar na China. Ele deixou Pola em 10 de novembro de 1899 e substituiu o cruzador protegido SMS Kaiserin Elisabeth em Colombo, no Ceilão, entre os dias 22 e 28 de dezembro.
O navio chegou em Singapura em 3 de janeiro de 1900 e continuou até Hong Kong. O Zenta partiu em uma viagem por portos chineses em fevereiro, retornando para Xangai em 7 de maio. Fez a travessia para o Japão, onde estava em 30 de maio quando o Levante dos Boxers fez diplomatas europeus na China pedirem por forças militares a fim de proteger o Bairro Diplomático. O cruzador juntou-se em 2 de junho a uma frota internacional reunida próxima dos Fortes de Taku como parte da Aliança das Oito Nações, operando na área pelos vinte dias seguintes. Em 3 de junho uma equipe de desembarque liderada pelo capitão de fragata Eduard von Montalmar, o oficial comandante da embarcação, composta por um oficial, dois cadetes e trinta marinheiros, foi para terra até o Bairro Diplomático. Esta força ajudou a proteger as embaixadas durante um cerco de dois meses. Outra equipe, formada por um oficial, três cadetes e 73 marinheiros, juntou-se a uma força que atacou os Fortes de Taku em 17 de junho. Montalmar e três marinheiros foram mortos nos conflitos, com outros quatro marinheiros morrendo posteriormente de seus ferimentos.
O Zenta foi para Chefoo entre 23 e 25 de junho, voltando então para Taku, permanecendo no local de 26 de junho a 5 de agosto. O cruzador blindado SMS Kaiserin und Königin Maria Theresia chegou em Taku dois dias depois e seu oficial comandante, o capitão de fragata Anton Haus, assumiu o controle de todas as forças navais austro-húngaras na região. A embarcação voltou para o Japão em 24 de novembro, onde passou um breve período em uma doca seca em manutenção no decorrer de dezembro. O Zenta partiu no início de janeiro de 1901 para Bancoque, no Sião, chegando no dia 17. O navio então voltou para Hong Kong em 15 de fevereiro a fim de começar uma passagem por portos chineses que durou até maio. Em seguida visitou Chemulpo, na Coreia, no final do mês, seguido por uma breve parada no Japão. O cruzador ficou na China pelos dois meses seguintes até receber ordens de voltar para casa. O Zenta partiu em 25 de julho e chegou em Pola em 1º de outubro, sendo então colocado na reserva.

### Cruzeiro pela África
A embarcação passou a maior parte de 1902 na reserva, porém foi reativada no final do ano para um cruzeiro de treinamento pela África e América do Sul. O Zenta deixou Pola em 15 de outubro e chegou em Mombaça, no Quênia, no dia 22 de fevereiro. De lá o navio foi para Zanzibar, chegando em Diego Suarez, em Madagascar, em 6 de fevereiro. No mesmo mês visitou Tamateve em Madagascar e Saint-Louis na ilha Reunião. Partiu para a Baía da Lagoa e Lourenço Marques em Moçambique em 2 de janeiro de 1903. O Zenta em seguida foi para Durban, East London, Porto Elizabeth e Cidade do Cabo nas colônias britânicas do Cabo e Natal no início de março. O navio então seguiu para o Sudoeste Africano Alemão e depois Luanda, em Angola. No final de março o cruzador em Banana e Boma no Congo, entrando no rio Congo e seguindo até Matadi em 1º de abril.
O Zenta parou no território britânico da ilha de Santa Helena antes de cruzar o Oceano Atlântico, chegando em Santos, no Brasil, em 8 de maio. Em seguida foi para Montevidéu, no Uruguai, permanecendo no local até 6 de junho, quando atravessou o rio da Prata até Buenos Aires, na Argentina. No dia seguinte ele entrou no rio Paraná e viajou até Rosário, voltando para Buenos Aires dois dias depois. O Zenta voltou para o Brasil antes de cruzador o Atlântico e retornar para a África, chegando em Freetown, em Serra Leoa, no dia 22 de julho. O cruzador então seguiu para o norte, parando em Dacar no Senegal por uma semana e depois indo para Tenerife nas ilhas Canárias da Espanha, onde chegou no início de agosto. No mês seguinte o navio parou na portuguesa ilha de Madeira, em seguida visitando vários portos na África do Norte Francesa e também Málaga, na Espanha, no decorrer de setembro. A última parte da viagem começou com uma parada em Corfu, na Grécia, a partir de 22 de setembro, finalmente retornando para a Áustria-Hungria em 2 de outubro em Trieste, onde esteve presente para o lançamento do couraçado pré-dreadnought SMS Erzherzog Karl. O Zenta chegou em Pola quatro dias depois.

### Serviço doméstico
O cruzador serviu como líder de flotilha para a Flotilha de Barcos Torpedeiros da frota principal a partir de 1º de janeiro de 1904. Em 20 de janeiro, a companhia de navegação húngara Adria pediu ajuda para localizar seu navio SS Matelkovits, que tinha deixado Veneza em 12 de janeiro e desaparecido. O Zenta e dois barcos torpedeiros realizaram uma busca, mas não conseguiram encontrar a embarcação. As atividades de treinamento de verão começaram em 15 de junho e duraram até 15 de setembro, durante as quais o cruzador manteve sua função de líder de flotilha. Esteve presente para uma visita de navios da Marinha Real Britânica em Pola, que incluíam o couraçado pré-dreadnought HMS Bulwark, os cruzadores HMS Furious e HMS Pandora e a canhoneira-torpedeira HMS Speedy. O Zenta passou o resto do ano em uma doca seca para modificações em seus canhões de 120 milímetros, instalação de equipamentos de telegrafia sem fio e reparos na sua proa após uma colisão com um navio civil em Trieste.
O navio juntou-se novamente à frota principal em 1º de janeiro de 1905, retomando sua função como líder de flotilha. O Zenta esteve presente em Trieste em 21 de maio para acompanhar o lançamento do couraçado pré-dreadnought SMS Erzherzog Ferdinand Max. O ano seguiu o mesmo cronograma que o anterior, com o programa de treinamento de verão começando em 15 de junho e terminando em 15 de setembro. Foi colocado na reserva ao final do ano e permaneceu fora de serviço até meados de 1906, quando foi recomissionado para as manobras de verão, que mais uma vez ocorreram entre 15 de junho e 15 de setembro. As manobras terminaram com um ataque anfíbio simulado que foi observado pelo arquiduque Francisco Fernando, o herdeiro presuntivo do trono austro-húngaro, durante o qual o Zenta atuou junto com os couraçados da II Divisão. Uma revista oficial da frota ocorreu próximo da ilha de Kalamota ao final dos exercícios em 15 de setembro, com o cruzador em seguida retornando para a reserva. Passou 1907 também fora de serviço com exceção dos exercícios de verão, parcialmente devido a reparos em seu fundo duplo. O navio não foi reativado durante todo ano de 1908.

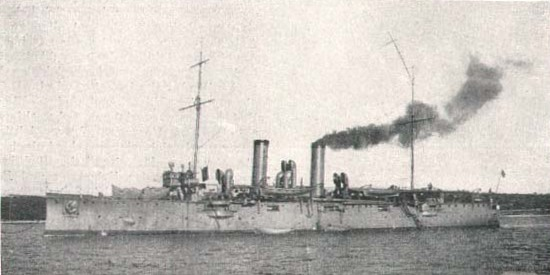
O Zenta c. década de 1910

O Zenta foi recomissionado em 16 de março de 1909 para juntar-se a uma demonstração naval internacional próxima do Levante; o contingente austro-húngaro também incluía o cruzador blindado SMS Kaiser Karl VI e canhoneira-torpedeira SMS Magnet. Os navios deixaram Pola em 22 de abril e seguiram para Pireu, na Grécia, onde encontraram o resto da frota internacional e permaneceram de 26 de abril a 2 de maio. O Zenta fez patrulhas próximas de Mersin e Antáquia no Império Otomano por várias semanas até retornar para a Grécia no dia 16. A embarcação permaneceu lá até 5 de junho, quando partiu para Teodo, em Montenegro, chegando três dias depois. O cruzador participou das manobras de verão, que novamente ocorreram a partir de 15 de junho, com uma outra operação anfíbia sendo realizada em 24 de agosto e tendo o Zenta na força de defesa. Neste período também esteve presente em Trieste em 3 de julho para o lançamento do couraçado pré-dreadnought SMS Radetzky. Ele foi descomissionado de novo em 31 de agosto.
O navio serviu intermitentemente pelos anos seguintes, comparecendo ao lançamento do couraçado pré-dreadnought SMS Zrínyi em 12 de abril de 1910 e ao lançamento do couraçado SMS Viribus Unitis em 24 de junho de 1911. Neste período recebeu um novo transmissor de rádio. Uma frota internacional foi formada para bloquear Montenegro durante a Primeira Guerra Balcânica por o país ter ocupado Escodra. O Zenta fez parte do contingente austro-húngaro que partiu de Pola em 19 de março de 1913, chegando dois dias depois para patrulhar a área próxima de Meljine. A embarcação pouco fez pelo restante do ano e foi designada para um cruzeiro de treinamento m 1º de abril de 1914 na companhia do antigo navio de defesa de costa SMS Monarch e do couraçado pré-dreadnought SMS Babenberg, levando 240 cadetes. Sua tripulação foi exposta a meningite em 10 de abril em Gravosa; um homem adoeceu e foi enviado para Ragusa no dia seguinte. A infecção se espalhou e outro homem precisou ser hospitalizado em Cátaro no dia 1º de maio. O Zenta foi para Fasana a fim de ficar em quarentena. Quarenta cadetes foram hospitalizados em terra, com outros sessenta sendo transferidos para o navio auxiliar SMS Spalato, enquanto os restantes ficaram a bordo para ajudar a desinfetar o navio. O quarentena terminou quinze dias depois em 17 de maio.

### Primeira Guerra
A Primeira Guerra Mundial começou em julho de 1914 e o Zenta foi designado para a I Divisão de Cruzadores, junto com os cruzadores blindados Kaiserin und Königin Maria Theresia, Kaiser Karl VI e SMS Sankt Georg e os outros dois navios da Classe Zenta, sob o comando do vice-almirante Paul Fiedler. O Zenta e seu irmão SMS Szigetvár foram para o sul em 8 de agosto a fim de bombardear uma instalação de telegrafia sem fio em Antivari. Os navios da I Divisão de Cruzadores então começaram um bloqueio de Montenegro. O Zenta fez outra surtida oito dias depois, desta vez com o contratorpedeiro SMS Ulan, para patrulhar a linha de bloqueio próxima de Teodo. A principal frota francesa, o 1º Exército Naval, sob o comando do almirante Augustin Boué de Lapeyrère, entrou no Mar Adriático no mesmo dia à procura da frota austro-húngara.

#### Antivari

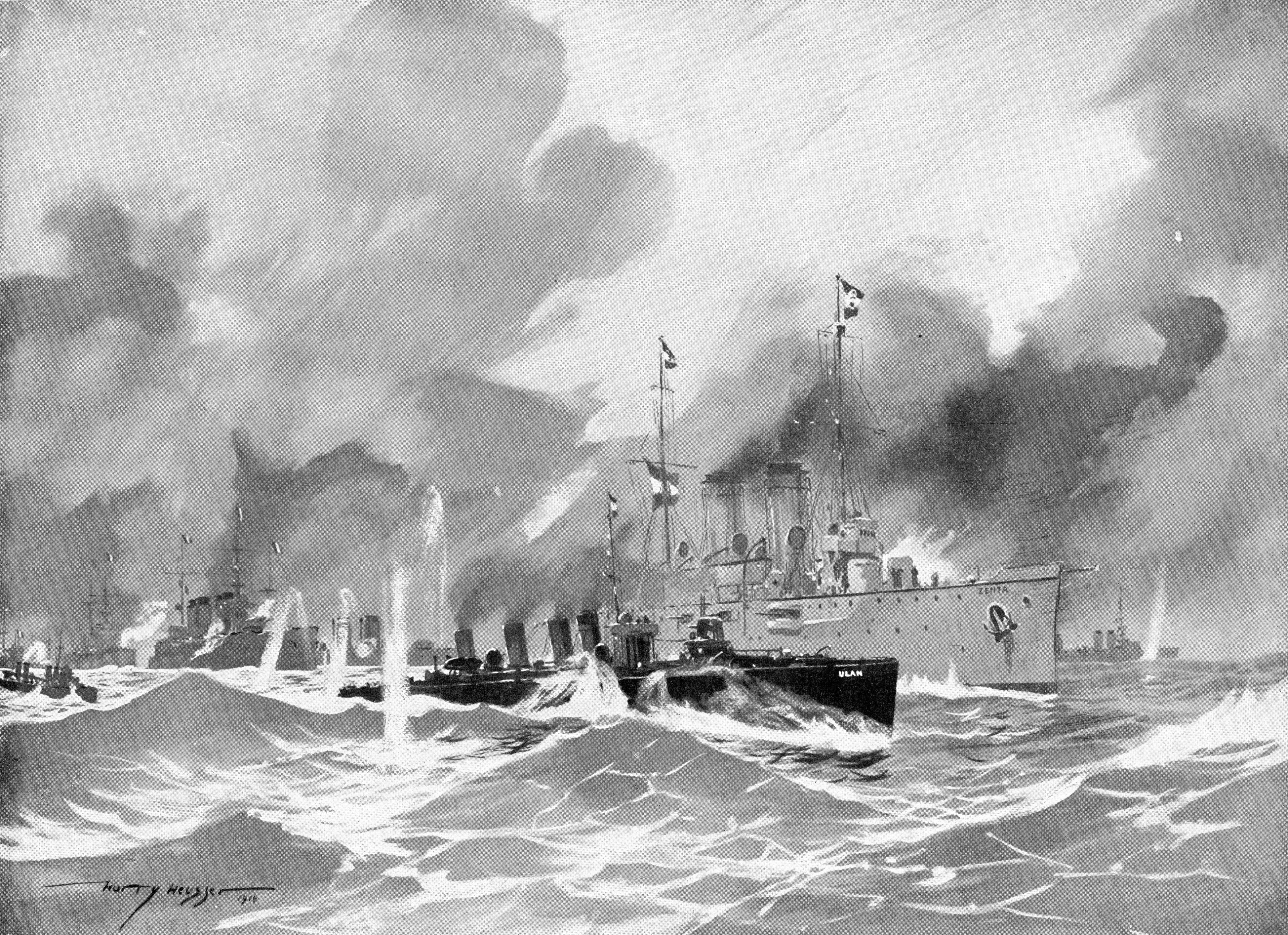
Ilustração de Harry Heusser em 1915 do Zenta e o Ulan na Batalha de Antivari

Vigias franceses avistaram fumaça no horizonte aproximadamente às 8h30min enquanto navegavam para o norte, fazendo Boué de Lapeyrère levar seus navios para investigar. Os austro-húngaros tinham avistado a frota francesa se aproximando e foram para perto do litoral a fim de fugirem para o norte, esperando que a costa os camuflasse. As embarcações francesas encontraram o Zenta e o Ulan próximos do litoral de Montenegro às 9h03min e abriram fogo, porém Boué de Lapeyrère inicialmente ordenou que seus couraçados disparassem tiros de aviso, porém isto causou confusão entre seus artilheiros. O Zenta, sob o comando do capitão de fragata Paul Pachner, virou para enfrentar o inimigo enquanto o Ulan fugia para o norte em alta velocidade. O Zenta ficou sob fogo ferrenho, porém este enorme volume atrapalhou a artilharia francesa, já que era impossível determinar onde os disparos de cada navio estavam caindo. O cruzador disparou seus canhões de 120 milímetros, porém os projéteis caíram de trezentos a quatrocentos metros antes dos alvos. O Zenta tentou fugir dos disparos, porém ele rapidamente foi atingido várias vezes, tendo seus motores desabilitados e um incêndio iniciado às 9h12min. Boué de Lapeyrère ordenou cessar fogo oito minutos depois, momento em que o Zenta já estava em chamas e afundando pela popa. Sua proa se elevou a um ângulo de 45 graus às 9h30min e afundou rapidamente, aproximadamente quatro a cinco milhas náuticas (7,4 a 9,3 quilômetros) de Castellastua. Suas bandeiras ainda estavam hasteadas.
Sua tripulação sofreu 173 mortos, mas 139 conseguiram sobreviver, incluindo Pachner, que nadou até o litoral. Os franceses não resgaram sobreviventes, pois Boué de Lapeyrère presumiu que os botes do Zenta poderiam resgatá-los ou que os marinheiros conseguiriam nadar até a costa. Eles foram capturados por forças montenegrinas e permaneceram como prisioneiros de guerra em Podgoritza. O Exército Austro-Húngaro derrotou Montenegro no início de 1916 e os sobreviventes do cruzador foram libertados. O Ulan tinha conseguido fugir para o norte, escapando de uma perseguição de vários contratorpedeiros franceses e do cruzador protegido Jurien de la Gravière.